# Bessoncourt
Bessoncourt je francouzská obec v departementu Territoire de Belfort, v regionu Franche-Comté v severovýchodní Francii. I přes blízkost města Belfort si obec uchovala venkovský ráz. Třetinu území obce zabírají lesy.